# Antebellum (film)
Antebellum er en amerikansk gyser- og dramafilm fra 2020. Filmen er instrueret af Gerard Bush og Christopher Renz, som også er ansvarlige for filmens manuskript. Filmens danske premiere er planlagt til 17. september 2020.

## Medvirkende
- Janelle Monáe som Veronica Henley / Eden
- Eric Lange som Him
- Jena Malone som Elizabeth
- Jack Huston som Kaptajn Jasper
- Kiersey Clemons som Julia
- Gabourey Sidibe som Dawn
- Marque Richardson som Nick
- Tongayi Chirisa som Eli
- Robert Aramayo som Daniel
- Lily Cowles som Sarah
- London Boyce som Kennedi Henley